# Noorderklankpark
Het Noorderklankpark is een verzameling muziekinstrumenten in Amsterdam-Noord, Noorderpark.
Deze muziekinstrumenten zijn van cortenstaal. De ontwerper van de grote muziekinstrumenten is Hans van Dorp, een kunstenaar die zich bezig houdt met klank- en vormgeving. Er staan twee (in de woorden van de kunstenaar) buisdrums, waarbij met een soort batjes de lucht in de buizen in beweging/trilling wordt gebracht. Ze lijken een kruising tussen pijpen van een orgel en idiofonen. De plaats van de buizen is overgenomen van de verhouding witte en zwarte toetsen van een piano. Een ander is een cortenstalen xylofoon. De kunstenaar gaf zelf toe dat de hoge tonen enigszins ontstemd klinken. 
Het kunst, waarvan ook een cortenstalen aanwijsbordje deel uit maakt, is gefinancierd door Ymere en Stadsdeel Amsterdam-Noord. Het kunstwerk kwam in de schaduw te staan van het talud van de Eva Schalkbrug.  